# Karina Wisniewska
Karina Wisniewska (* 1966 in Venedig) ist eine Pianistin und Malerin polnisch-schweizerischer Herkunft.

## Leben
Karina Wisniewska ist die Tochter einer Polin und eines Schweizer Diplomaten. Ihre ersten Lebensjahre verbrachte sie in Italien, Ägypten und den USA. Ihr Vater starb, als sie vier Jahre alt war. Nach Aufenthalten in Ägypten, den USA und Berlin zog sie in die Schweiz. Im Alter von fünf Jahren erhielt Wisniewska erstmals Klavierunterricht. Drei Mal war sie Preisträgerin des Schweizerischen Jugendmusikwettbewerbs. 1983–1986 studierte sie an der Hochschule für Musik und Theater in Bern; anschliessend absolvierte sie dort Kurse in einer Meisterklasse. Nach weiteren Studien am Mozarteum in Salzburg folgte von 1992 bis 2000 internationale Konzerttätigkeit als Solistin und Kammermusikerin. Damit verbunden waren neben zehn CD-Aufnahmen unter anderem Auftritte am Internationalen Lucerne Festival, den Wiener Festwochen, in der Berliner Philharmonie, an den Musikfestspielen Baden-Baden sowie am White Nights Festival in Sankt Petersburg. 1993 spielte sie die Uraufführung von Rachmaninows 1. Klavierkonzert in der Originalfassung, 1994 folgte dessen erste Einspielung auf CD als Weltpremiere mit dem Moscow Radio Symphony Orchestra unter der Leitung von Wladimir Fedosejew.
Im Jahr 2000 setzte ein Unfall mit einer Schere, der Karriere als Pianistin ein Ende. Fortan widmete sich Wisniewska der Malerei und stellt weltweit in Galerien und Kunstmessen aus.
Im Frühjahr 2009 erschien im Benteli Verlag ihr Buch «Karina Wisniewska: Bewegte Stille – Silent Dynamism». Zudem schreibt Wisniewska als Kolumnistin Beiträge bei mehreren Kulturzeitschriften, hält Vorträge und ist häufiger Gast in Talkshows.

## Auszeichnungen (Auswahl)
- 1986	Othmar-Schoeck-Preis
- 1988	Preisträgerin der Kiefer Hablitzel Stiftung
- 1997	Schweizer Musikerin des Jahres
- 1997	Europäischer Kulturpreis, Venedig